# Place Raymond-Poincaré (Nantes)
Pour les articles homonymes, voir Place Raymond-Poincaré.
La place Raymond-Poincaré est située à Nantes, en France.

## Situation et accès
Située dans le quartier Dervallières - Zola elle est le point de rencontre de cinq artères : le boulevard des Anglais, la rue Jean-Baptiste-Corot, le boulevard Paul-Chabas, le boulevard de la Fraternité et la rue des Dervallières. Entre ces deux dernières voies se trouve l'une des entrées principales du parc de Procé.

## Origine du nom
Elle rend hommage à l'ancien Président de la République Raymond Poincaré, qui occupa cette fonction durant la première Guerre mondiale.

## Historique
Jusqu'en 1908, cet endroit dépendait administrativement de la commune de Chantenay-sur-Loire dont le territoire était limité par la Chézine, qui coule à environ 120 mètres au nord de la place, sous le pont Jules-César qui supporte le boulevard des Anglais (anciennement « boulevard de la Chézine »).
Anciennement « rond-point des Dervallières », elle prend son nom actuel à la suite d'une délibération du conseil municipal de Nantes du 30 novembre 1936. 
Depuis octobre 2012, la place est desservie par la ligne de Chronobus C3 avec l'arrêt Poincaré. À la rentrée 2013, une deuxième ligne, la C6, a complété cette desserte.
À l'orée des années 2014-2020, une troisième ligne, la C10, doit également desservir la place à partir des boulevards de ceinture.